# Daisuke Yokota
Daisuke Yokota (jap. 横田 大祐 ur. 15 czerwca 2000 w Tokio) – japoński piłkarz, grający na pozycji prawego pomocnika w belgijskim klubie KAA Gent.

## Sukcesy

### Klubowe
Valmiera FC
- Mistrzostwo Łotwy: 2022